# 中代文雄
中代 文雄（なかしろ ふみお、1921年（大正10年）3月3日 - 没年不明）は日本の東宝所属の操演技師。東京都出身。

## 概歴
1945年（昭和20年）頃、東宝に入社し、特殊機械係を務める。
1953年（昭和28年）、円谷英二の勧めで操演技師となる。
1972年（昭和47年）、東宝を退社し、フリーになる。

## エピソード
初期の東宝では、クレーン操作などを務めていた特殊機械係が操演も担当しており、特技監督の円谷英二が同係の中代を引き抜いて操演の部署を設立した。特技監督の有川貞昌は、円谷は自身では操演はできないため、中代の感覚を尊重していたと証言している。同じく東宝で操演技師を務めた松本光司は、中代について「円谷英二の懐刀」であったと評している。東宝の田中友幸は、中代が操演技術の進歩に大きな役割を果たしたと評している。
とある戦争映画の撮影で、円谷の指示により飛行機の大編隊の撮影を徹夜で準備したが、翌朝になり円谷から中止を言い渡された。このときのやりとりを見ていたスクリプターの鈴木桂子は中代を不憫に思ったが、中代自身はよほどの自体であったことを理解していた様子で顔色1つ変えずに解体作業に入ったといい、円谷と中代の間に信頼関係が築かれていたことを証言している。
操演技師として、特撮映画に欠かせないミニチュアの飛行シーンなどでは、これを吊るためのピアノ線がくっきりと写ってしまっては興ざめとなるため、中代も苦心したという。特撮に使われるピアノ線は0.25mmから0.1mmの細さだったが、それでも写ってしまうため、ツヤ消し処理をする、照明技師と相談して照明を極力そらしてもらう、観客の心理を逆手にとってミニチュアをさかさまに吊る、など苦労が絶えなかった。
このピアノ線での工夫では、背景と同色に塗っても太くなってしまうため、最終的には東京の産業奨励会館でキャメラのシャッターと同じツヤ消しの色調を研究し、ピアノ線をこの色調で染めたという。
特技監督の中野昭慶によれば、中代はホースに親指をあてるだけで「悲しい雨」や「荒々しい雨」など何十種類もの雨の表現を使い分けることができたという。
初期の怪獣映画では、ゴジラなどの怪獣の手繰り式ギニョールの操作も担当した。やりたがるスタッフは多かったが皆うまくいかなかったといい、円谷は中代を「東宝怪獣園の園長」と評している。
1993年（平成5年）には、映画『ゴジラvsメカゴジラ』公開後に出版された、書籍「ゴジラvsメカゴジラ」(東宝出版事業室)で、旧円谷組スタッフの座談会に参加している。また、2014年（平成26年）5月に放送された、NHKの番組『プロジェクトX挑戦者たち ゴジラ誕生 〜特撮に賭けた80人の若者たち〜』で、有川貞昌、富岡素敬らと共に出演している。

## 主な作品

### 映画
- 1953年 - 太平洋の鷲[3][8][1]
- 1954年 -  ゴジラ（特殊機械<特撮>）[11][5][注釈 5]
- 1955年 - ゴジラの逆襲
- 1955年 - 獣人雪男
- 1956年 - 空の大怪獣ラドン[4]
- 1957年 - 地球防衛軍
- 1958年 - 美女と液体人間
- 1958年 - 大怪獣バラン
- 1959年 - 宇宙大戦争
- 1960年 - 電送人間
- 1960年 - ガス人間第一号
- 1961年 - モスラ
- 1962年 - 妖星ゴラス
- 1962年 - キングコング対ゴジラ
- 1963年 - マタンゴ
- 1963年 - 海底軍艦
- 1964年 - モスラ対ゴジラ
- 1964年 - 宇宙大怪獣ドゴラ
- 1964年 - 三大怪獣 地球最大の決戦
- 1965年 - フランケンシュタイン対地底怪獣
- 1965年 - 怪獣大戦争
- 1966年 - フランケンシュタインの怪獣 サンダ対ガイラ
- 1966年 - ゴジラ・エビラ・モスラ 南海の大決闘
- 1967年 - キングコングの逆襲
- 1967年 - 怪獣島の決戦 ゴジラの息子
- 1968年 - 怪獣総進撃
- 1968年 - 連合艦隊司令長官 山本五十六
- 1969年 - 緯度0大作戦
- 1969年 - ゴジラ・ミニラ・ガバラ オール怪獣大進撃[5]
- 1970年 - ゲゾラ・ガニメ・カメーバ 決戦!南海の大怪獣
- 1972年 - 地球攻撃命令 ゴジラ対ガイガン[3][5]

### テレビドラマ
- 愛の戦士レインボーマン（1972年）[3][4]